# برایت‌هاوس
برایت‌هاوس (انگلیسی: Brighthouse) شرکت بیمه آمریکایی است، که در سال ۲۰۰۶ توسط شرکت مت‌لایف تأسیس شد.